# Formel Volkswagen
Formel Volkswagen heißt eine Markenformel, die Anfang 2000 entwickelt wurde. Sie erreichte aber nie die Popularität der Formel V, an deren Erfolg sie eigentlich anknüpfen sollte.

## Übersicht
Die Sicherheit stand beim Formel Volkswagen im Vordergrund. So ist das Monocoque der Wagen wie das der Formel-1-Fahrzeuge aus kohlenstofffaserverstärktem Kunststoff hergestellt. Außerdem gehören zu den Sicherheitsfeatures außer den Side-Impact-Protektoren die lange Crashbox, die Sicherheitsstreben in der Radaufhängung und ein Überrollbügel. Bei dem unter der Aufsicht der FIA durchgeführten Crashtest konnte der Formel Volkswagen den Formel-3-Sicherheitsanforderungen in allen Punkten standhalten. Volkswagen stellte die deutsche Rennserie nach drei Jahren ein.
Der Frontflügel des Formel Volkswagen ist ebenso einstellbar wie der Heckflügel. Ferner haben Fahrer und Teams Möglichkeiten, Veränderungen am Fahrwerk und den Gasdruckstoßdämpfern vorzunehmen.
Unter der Haube des überarbeiteten Formel Volkswagen verbirgt sich ein 187 PS (138 kW) starker Zwei-Liter-Motor. Dazu gibt es ein sequentielles Fünfgang-Renngetriebe mit auswechselbaren Übersetzungen.
Die einzige noch bestehende Formel-Volkswagen-Meisterschaft ist die seit 2008 ausgetragene Formula Volkswagen South Africa.

## Technische Daten
| Kenngröße                 | Daten |
| ------------------------- | --- |
| Länge:                    | 3961 mm |
| Breite:                   | 1680 mm |
| Höhe:                     | 1017 mm |
| Radstand:                 | 2600 mm |
| Spurweite vorn:           | 1500 mm |
| Spurweite hinten:         | 1450 mm |
| Bauweise:                 | Monocoque aus kohlenstofffaserverstärktem Kunststoff von Zato                                                     |
| Radaufhängung:            | Doppelquerlenker-Achsen, innenliegende, über Schubstangen betätigte verstellbare Dämpfer von Sachs und H&R-Federn |
| Bremsanlage:              | 4-Kolben-Festsättel, 2-Kreissystem mit Bremskraftverteilung über Waagebalken                                      |
| Getriebe:                 | sequenziell |
| Kupplung:                 | Zweischeiben-Sintermetall, von Sachs                                                                              |
| Gänge:                    | fünf |
| Motor:                    | 1984-Kubikzentimeter-Vierzylinderreihenmotor VWR 590 von Volkswagen, mit zwei 1 Ventilen pro Zylinder             |
| Leistung:                 | 138 kW 2 (187 PS) bei 7000/min                                                                                    |
| Drehmoment:               | 215 Nm 3 bei 5000/min                                                                                             |
| Drehzahl:                 | 7500/min 4 |
| Motormanagement:          | VW Racing |
| Kraftstofftank:           | Sicherheitstank FT 3                                                                                              |
| Kraft- und Schmierstoffe: | Shell 5 |
| Sicherheitseinrichtungen: | gemäß heutigen FIA-Vorschriften (nach F3-Reglement), Schroth Safety Products                                      |
| Räder:                    | vorn: 8 × 13 Zoll hinten: 10,5 6 × 13 Zoll, von BBS                                                               |
| Reifen:                   | vorn: 190/535 R13 hinten: 230/570 R13; von Dunlop 7                                                               |
| Höchstgeschwindigkeit:    | 245 km/h (laut Werk)                                                                                              |

## Nationale Meisterschaften

### Formel Volkswagen Deutschland
| Saison | Meister            |
| ------ | ------------------ |
| 2001   | Walter Lechner jr. |
| 2002   | Sven Barth         |
| 2003   | Jaap van Lagen     |

### Formel Volkswagen Südafrika
| Saison | Meister      |
| ------ | ------------ |
| 2008   | Gavin Cronje |
| 2009   | Jayde Kruger |
| 2010   | Simon Moss   |
| 2011   | Jayde Kruger |